# McDonald Island (McDonald-Inseln)
McDonald Island ist eine fast 1,5 km lange Insel im Archipel Heard und McDonaldinseln im südlichen Indischen Ozean. Sie ist die größte in der Gruppe der McDonald-Inseln.
Wissenschaftler der britischen Challenger-Expedition (1872–1876) kartierten sie 1874. Der Expeditionsleiter George Nares benannte sie in Anlehnung an die Benennung der Inselgruppe. Deren Namensgeber ist der britische Kapitän William McDonald, der sie im Januar 1854 von Bord seines Schiffs Samarang entdeckt hatte.